# Dusona mexicana
Dusona mexicana là một loài tò vò trong họ Ichneumonidae.